# ウィーディ・シードラゴン
ウィーディーシードラゴン (学名：Phyllopteryx taeniolatus) は、ヨウジウオ科に分類される魚類の一種。オーストラリア南部に分布する。

## 分類と名称
以前は本種のみが Phyllopteryx 属に分類されていたが、2015年にルビーシードラゴンが発見された。リーフィーシードラゴンとは近縁である。属の学名はラテン語で「葉状の翼」を意味し、鰓蓋直上から体幹部及び尾部にかけて見られる皮弁を表す。種小名は「紐を持つ」と云う意味で、胴部の横帯を表す。英名は「海藻もしくは蔦に似た海竜」の意味であり、和名は本項目名と同じく、英名を仮名書きしたものが一般的だが、荒俣宏の「世界大博物図鑑　第2巻　魚類」ではハゴロモノコマと云う和名が提唱されている。

## 分布と生息地
オーストラリアとインド洋東部、南極海北部、太平洋南西部の島々の沿岸水域の固有種である。通常、タスマニアやその他の沖合の島々を含む、オーストラリア大陸の南海岸線全体に沿って見られる。ニューサウスウェールズ州のポートスティーブンス周辺から西オーストラリア州のジェラルトンまで、また南オーストラリア州の沖合やグレートオーストラリア湾でも定期的に観察される。水深約10 mから30 mの沿岸水域に生息する。岩礁、藻場、海草、および海藻が定着した構造物の付近で生活する。

## 形態
成魚の体色は赤みがかった色で、黄色と紫の縞模様がある。昆布や海藻の葉に似た小さな葉のような皮弁と、保護のための多数の短い棘を持つ。他のヨウジウオ目の種と同様に、管状の口と融合した歯のない顎を持ち、獲物である小型無脊椎動物を一瞬で吸い込んで食べる。雄は雌よりも体が細く、体色が黒い。背中に沿った長い背鰭と小さな胸鰭を用いてバランスを保つ。体長は45 cmに達する。

## 生態
動きが遅く、ほとんどの近縁種と同様に、捕食者に対する防御として海藻に擬態する。多くのタツノオトシゴやヨウジウオと異なり、海藻に体を固定するための柔軟な尾を持たない。代わりに、昆布や海藻の間を漂い、葉のような皮弁をそれらの中に溶け込ませる。
単独またはペアで生活し、歯のない口で小さな甲殻類や他の動物プランクトンを吸い込んで食べる。雄は発育中の卵の世話をする。雌は雄の尾の下側にある育児嚢に約120個の卵を産む。卵は受精し、孵化するまでの約1か月間雄によって運ばれる。仔魚は誕生と同時に独立して泳ぎ、すぐに食事を始める。約28ヶ月で性成熟し、寿命は最長で6年。繁殖条件には不明な点が多いため、飼育下繁殖は稀である。幼魚の生存率は野生では低いが、飼育下では約60％である。いくつかの水族館では飼育下繁殖に成功している。

## 脅威
国際自然保護連合(IUCN)が作成したレッドリストでは低危険種に分類されている。水族館での展示目的で捕獲されることはあるが、野生で捕獲される個体の量は少ないため、現時点では大きな脅威では無い。それよりも人間の活動や汚染による生息地の喪失と劣化による影響が大きい。
藻場の喪失と、沿岸の岩礁における海藻の喪失は、本種の移動能力の低さと相まって、個体群にとって脅威となっている。多くのヨウジウオ目魚類は混獲や漢方薬の材料目的の漁獲による影響を受けているが、本種には無い。最近の研究では、気候変動による海洋の温暖化の結果、想定よりも絶滅の危機に瀕していることが明らかになった。2023年に発表された研究によると、2011年から2021年の間に個体数は59%減少した。この結果はレッドリストの評価が変動するのに十分である。

## 保全
分布域のほとんどの州では、本種の採集や輸出は禁止されている。本種の目撃情報を集めたデータベースが存在し、ダイバーは目撃情報をアップすることが奨励されている。個体数のモニタリングは地域の環境の指標になる可能性がある。水族館での飼育下繁殖プログラムも実施されている。野生の環境を再現するために光、水温、水流を変更したことで繁殖が成功した。2015年12月、メルボルン水族館で卵が孵化し、2016年3月、45匹の稚魚は生存しており、生存率は95％であると報告された。